# كاميليا صديقي
كاميليا صديقي هي رائدة أعمال أفغانية، ومسؤولة حكومية، وموضوع كتاب خياطة خير خانا الذي كان ضمن قائمة نيويورك تايمز لأكثر الكتب مبيعا.

## خلفية
حصلت صديقي على شهادة تدريس في نفس اليوم الذي وصل فيه طالبان إلى كابول، مما جعلها غير قادرة على العمل. دون أي وسيلة لدعم أسرتها، تحولت الفتاة البالغة من العمر 19 عامًا إلى الخياطة. بمساعدة أخواتها، فتحت مدرسة للخياطة في منزلها لتعليم النساء الخياطة وتوفير فرص العمل بعد الانتهاء من التدريب. استمر المشروع لتوظيف أكثر من 100 من جيران صديقي دون جذب انتباه طالبان.

## الحياة المهنية
في عام 2004 بعد سقوط طالبان، أنشأت صديقي خدمات لتطوير الأعمال لتقديم مهارات العمل والقيادة وريادة الأعمال للنساء والرجال في المجتمعات والمدن الريفية النائية. من خلال عملها كمديرة تنفيذية، سافرت صديقي عبر دولة حيث لم يستطع سوى عدد قليل من النساء المغامِرة دون مرافقة أحد أقاربهن الذكور، وحيث يسافر عمال الإغاثة في كثير من الأحيان مع الحراس المسلحين أو الشرطة المحلية. كانت Kaweyan BDS أول شركة تدريب لتطوير الأعمال في أفغانستان. دربت 5000 شخص (70 في المائة منهم من النساء) في مجال الأعمال والقيادة. نمت خدمات الأعمال فيما بعد لتشمل أعمال تصدير الفواكه المجففة وخدمة سيارات الأجرة.
من عام 2014 إلى عام 2015، كانت صديقي عضوًا في مجلس إدارة المنظمات غير الحكومية «يداً بيد» في أفغانستان (وهي جزء من شبكة يدا بيد الدولية)، وهي منظمة غير حكومية تساعد فقراء الريف في أفغانستان على تحويل مهاراتهم وإمكاناتهم إلى وظائف. قدمت التوجيه الاستراتيجي للمنظمة التي دربت 22000 من أصحاب المشاريع الصغيرة (معظمهم من النساء) الذين تابعوا إنشاء أكثر من 8000 شركة.
صديقي عضو مؤسس في ريادة الأعمال لتنمية أفغانستان، وهي أيضًا عضو في عدد من الجمعيات النسائية الدولية المؤثرة الأخرى، بما في ذلك اللجنة التوجيهية لندوة سيدات الأعمال الحرة في جنوب آسيا (SAWES).
من أكتوبر 2014 إلى مايو 2017، كانت نائبة رئيس أركان رئيس أفغانستان أشرف غني. منذ يونيو 2017، شغلت منصب نائب وزير الشؤون التجارية.